# Moussa Sissoko
Moussa Sissoko (* 16. August 1989 in Le Blanc-Mesnil) ist ein französischer Fußballspieler.

## Vereinskarriere
Moussa Sissoko kam eher zufällig zum Fußball: im Sommer 2003 begleitete er einen Freund zu einem Sichtungstag für Jugendliche, den der FC Toulouse in La Courneuve veranstaltete. Im Lauf dieses Tages wurde Sissoko, der bis dahin keinem Verein angehörte, gebeten, bei einem Trainingsspiel mitzumachen, um eine der Mannschaften aufzufüllen. Gleich anschließend holte Toulouse den noch nicht 14-Jährigen in sein Ausbildungszentrum.
Nach nur acht Einsätzen für die Reservemannschaft im viertklassigen Championnat de France Amateur setzte der damalige Trainer Élie Baup Sissoko im August 2007 erstmals in der Erstligaelf des TFC ein. Zu seinen Stärken zählt seine Vielseitigkeit: er kann aufgrund einer sehr guten Technik und Explosivität – so Baup – sowohl auf der rechten offensiven Außenbahn wie im zentralen defensiven Mittelfeld eingesetzt werden. In der Folge wurde der Youngster zügig zum unumstrittenen Stammspieler; bis Januar 2013 absolvierte er 192 Punktspiele in der Ligue 1 und erzielte dabei 20 Treffer.
Ende Januar 2013 wechselte Sissoko zum englischen Erstligisten Newcastle United. Gleich in seinem zweiten Spiel für Newcastle schoss Sissoko einen Doppelpack gegen den FC Chelsea.
Zur Saison 2016/17 wechselte Sissoko für eine Transfersumme von umgerechnet 35 Millionen Euro zum Ligakonkurrenten Tottenham Hotspur.
Fünf Jahre später heuerte er für eine Ablösesumme von drei Millionen Pfund beim Erstligaaufsteiger FC Watford per Zweijahresvertrag an. Nach einem Jahr verließ er den Verein wieder und schloss sich dem FC Nantes an.
Im Juli 2024 kehrte er zum FC Watford zurück.

## Nationalmannschaft
Moussa Sissoko durchlief ab 2004 alle Jugendmannschaften des französischen Verbandes von der U-16- zur U-19-Juniorenmannschaft und kam ab 2008 auch in der U-21-Nationalmannschaft zum Einsatz, für die er in sieben Spielen ein Tor erzielen konnte. Anfang August 2009 berief Nationaltrainer Raymond Domenech Sissoko erstmals in den Kader der französischen A-Nationalelf. Im WM-Qualifikations-Auswärtsspiel gegen die Färöer blieb er zunächst noch auf der Ersatzbank, im Rückspiel gegen den gleichen Gegner im Oktober 2009 debütierte er dann allerdings als Einwechselspieler. Vier Tage später gegen Österreich absolvierte er sein erstes Länderspiel in der Startelf. Auch unter Domenechs Nachfolgern Laurent Blanc (im August 2010) und Didier Deschamps (ab Oktober 2012) kam Sissoko regelmäßig zum Einsatz. Deschamps nahm ihn sowohl in sein Weltmeisterschaftsaufgebot 2014 (dort vier Einsätze, ein Treffer) als auch in den Europameisterschaftskader 2016. Bei der EM im eigenen Land brachte er es auf sechs Einsätze, davon vier in der Startelf. Insbesondere in den K.-o.-Spielen gehörte er zu Frankreichs stärksten Akteuren und rechtfertigte seine anfangs umstrittene Berufung durch Deschamps auf überzeugende Weise. France Football bezeichnete ihn daraufhin in seinem Aufmacher als „den anderen Gewinner der Europameisterschaft“ neben Cristiano Ronaldo.
Zur Weltmeisterschaft 2018 fand Sissoko keine Berücksichtigung im französischen Aufgebot, aber Ende dieses Jahres wechselte Deschamps ihn im letzten Gruppenspiel der Nations League gegen die Niederlande nach 13-monatiger Länderspielpause wieder ein. Und auch im Europameisterschaftskader 2021 mochte der Nationaltrainer auf den mittlerweile 31-jährigen Routinier nicht verzichten, den er dort zweimal einwechselte.
Bislang hat Moussa Sissoko 71 A-Länderspiele absolviert, in welchen ihm zwei Tore gelangen. (Stand: 28. Juni 2021)

## Erfolge
- UEFA-Nations-League-Sieger: 2021